# Svaté Pole (tvrz)
Svaté Pole je zaniklá tvrz ve stejnojmenné obci nedaleko Dobříše. Poprvé byla doložena v roce 1455. Po roce 1647 byla rozšířena, ale na počátku 18. století, někdy po roce 1717 ztratila na významu a přestavbou v obytné hospodářství splynula do podoby dnešní dvora. Zbytky původní tvrze jsou zachované dodnes v jižním křídle dvora (čp. 41), kde se dochovaly valeně zaklenuté sklepy a klenby v přízemních místnostech.